# هدف 3 (فلم)
هدف 3 ( بلإنجليزية : Goal! 3 ) هو فيلم أمريكي وهو الجزء الثالث من هدف تم عرضة في 15 يونيو 2009 , تدور قصة الفيلم حول لاعب كرة قدم مكسيكي (سنتياغو مانيز) الذي يذهب مع منتخبة الوطني إلى نهائيات كأس العالم لكرة القدم .
و يشارك في الفلم العديد من النجوم العالمين لكرة القدم.

## وصلات خارجية
- مقالات تستعمل روابط فنية بلا صلة مع ويكي بيانات
- صفحة الفيلم على موقع قاعدة بيانات الأفلام على الإنترنت
- إعلان الفلم على يوتيوب